# Ternay (Rodan)
Ternay – miejscowość i gmina we Francji, w regionie Owernia-Rodan-Alpy, w departamencie Rodan.
Według danych na rok 1990 gminę zamieszkiwało 4085 osób, a gęstość zaludnienia wynosiła 507 osób/km² (wśród 2880 gmin regionu Rodan-Alpy Ternay plasuje się na 212. miejscu pod względem liczby ludności, natomiast pod względem powierzchni na miejscu 1275.).